# Белависта (Рим)
Белависта је насеље у Италији у округу Рим, региону Лацио.
Према процени из 2011. у насељу је живело 566 становника. Насеље се налази на надморској висини од 96 м.